# Aristaea issikii
Aristaea issikii là một loài bướm đêm thuộc họ Gracillariidae. Nó được tìm thấy ở Nhật Bản (Honshū).
Sải cánh dài 8.2-10.5 mm.
Ấu trùng ăn Aster ageratoides. Chúng ăn lá nơi chúng làm tổ.